# Класи GPRS
GPRS класи характеризують можливості пристрою, що підтримує GPRS; клас складається з двох частин:

## Перша частина класу
вказує на можливості по спільному використанню голосу та пакетних (GPRS) сервісів.
- Class A - передбачає одночасне використання: можна одночасно здійснювати/приймати виклик передавати і приймати дані. На червень 2005 ріка пристроїв класу А не виробляють.
- Class B - передбачає автоматичне перемикання між сесіями: в перервах між сеансами прийому/передачі даних (навіть якщо сесія не перервана) можна здійснювати голосові дзвінки.
- Class C - передбачає використання тільки одного виду сервісу, застосовується у GPRS-модемах.

## Друга частина класу
вказує на можливості по швидкості обміну даними, так звані "'мультислот-класи"'.
| Клас | Прийом | Передача | Всього | Старт |
| ---- | ------ | -------- | ------ | ----- |
| 1    | 1      | 1        | 2      | 4     |
| 2    | 2      | 1        | 3      | 3     |
| 3    | 2      | 2        | 4      | 3     |
| 4    | 3      | 1        | 4      | 3     |
| 5    | 2      | 2        | 4      | 3     |
| 6    | 3      | 2        | 4      | 3     |
| 7    | 3      | 3        | 4      | 3     |
| 8    | 4      | 1        | 5      | 2     |
| 9    | 3      | 2        | 5      | 2     |
| 10   | 4      | 2        | 5      | 2     |
| 11   | 4      | 3        | 5      | 2     |
| 12   | 4      | 4        | 5      | 2     |
| 13   | 3      | 3        | n/a    | 3     |
| 14   | 4      | 4        | n/a    | 3     |
| 15   | 5      | 5        | n/a    | 3     |
| 16   | 6      | 6        | n/a    | 2     |
| 17   | 7      | 7        | n/a    | 1     |
| 18   | 8      | 8        | n/a    | 0     |
| 19   | 6      | 2        | n/a    | 2     |
| 20   | 6      | 3        | n/a    | 2     |
| 21   | 6      | 4        | n/a    | 2     |
| 22   | 6      | 5        | n/a    | 2     |
| 23   | 6      | 6        | n/a    | 2     |
| 24   | 8      | 2        | n/a    | 2     |
| 25   | 8      | 3        | n/a    | 2     |
| 26   | 8      | 4        | n/a    | 2     |
| 27   | 8      | 5        | n/a    | 2     |
| 28   | 8      | 6        | n/a    | 2     |
| 29   | 8      | 8        | n/a    | 2     |
| 32   | 5      | 3        | 6      | 2     |
| 33   | 5      | 4        | 6      | 2     |
| 34   | 5      | 5        | 6      | 2     |

Де:
- Прийом - максимальна доступне пристрою число тайм-слотів для прийому даних.
- Передача - максимальне доступне пристрою число тайм-слотів для передачі даних.
- Всього - максимально доступне пристрою кількість одночасно використовуваних тайм-слотів.

"Примітка: число активних таймслотів на одній частоті виділених для GPRS зазвичай обмежена оператором зв'язку до 5 (class10: 4 + 2 = 6, але одночасно в дану секунду можна використовувати тільки 5)."
Помноживши кількість таймслотів на пропускну здатність використовуваної кодової схеми, отримуємо максимальну швидкість прийому/передачі даних.
Ті ж класи використовуються і для EGPRS (EDGE).